# 水戸市中央ビル火災
水戸市中央ビル火災（みとしちゅうおうビルかさい）とは、1970年（昭和45年）12月26日14時30分に茨城県水戸市泉町の雑居ビル「水戸市中央ビル」（鉄筋コンクリート造、地下2階、地上8階建、延床面積12,112平方メートル）で発生した火災である。
死者2人、負傷者18人に及ぶ被害を出した。
本件火災のビルは、防火管理体制は全く確立されておらず、防火区画は水平および垂直方向ともに不完全であったために火災をビル全体へ延焼させるに至った。

## 中央ビル
中央ビルは水戸市泉町の国道50号沿いにある複合ビル（雑居ビル）で、火災発生時の建物は1964年（昭和39年）竣工、地上8階・地下2階建てで、百貨店、飲食店、銀行、事務所、結婚式場が入居していた。

## 火災概要
1970年12月26日14時30分頃、ビル地下1階の飲食店厨房の排気ダクトから出火。飲食店従業員が発見し周囲に知らせ初期消火を試みるが効果がなく、14時46分に望楼勤務員が火災を発見、その後、中央ビルの受付係が通報した。火勢が拡大し、売場内の階段・吹き抜け・パイプシャフトなどから延焼して最上階まで全焼し、22時20分に鎮火した。1階の銀行のみ防火区画が完全になされていたため延焼は免れた。ビル内にいた1,110人が避難もしくは救助されたが（負傷者18人）、地下2階の従業員控室で飲食店従業員2人（32歳男性、18歳女性）が死亡しているのが発見された。
防火管理者がまったく置かれておらず、共同防火管理体制もなく、自動火災報知設備の音響装置が停止されており警報ベルが鳴らず、各階段の防火シャッターが開放されているなど、杜撰な防火管理体制であった。